# Phalaenopsis sanderiana
Phalaenopsis sanderiana ist eine Pflanzenart aus der Gattung Phalaenopsis in der Familie der Orchideen (Orchidaceae). Sie stammt von den Philippinen. Sie wird zur Züchtung von Hybriden verwendet; schon 1946 bestanden etwa 17 Hybriden aus dieser Art.

## Beschreibung

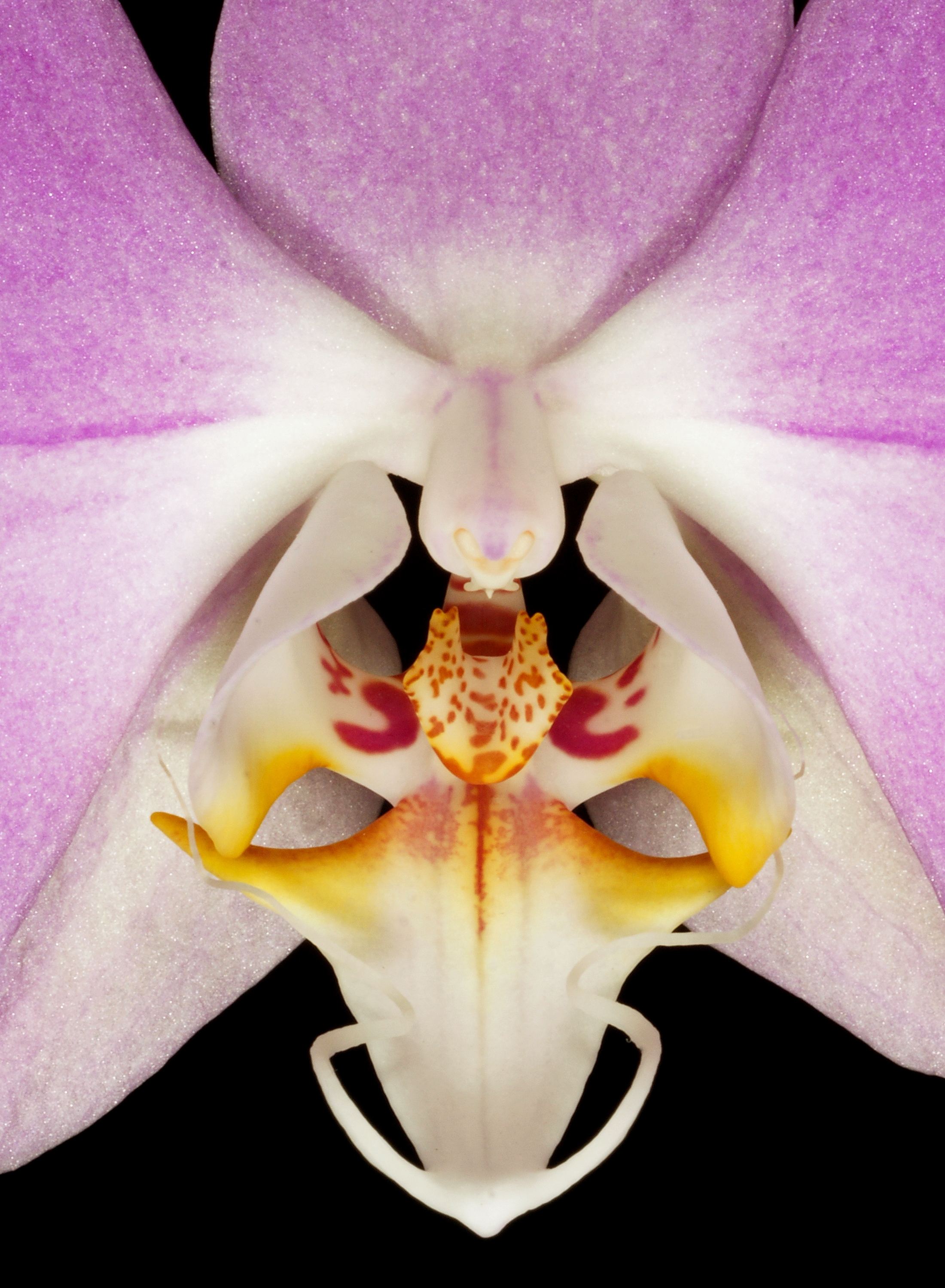
Nahansicht einer Blüte

Phalaenopsis sanderiana wächst als ausdauernde krautige Pflanze. Die mit 7 bis 8 cm relativ großen, zwittrigen Blüten sind zygomorph. Die Blütenfarbe variiert von dunklen über hellere Rosa-Töne bis zu nahezu weißen Blüten. Wie alle Arten der Gattung Phalaenopsis wächst diese Art epiphytisch und weist einen monopodialen Wuchs auf.
Das Labellum ist einlappig und besitzt im hinteren Bereich gelb-violette Partien.

## Botanische Geschichte
Die erste Phalaenopsis sanderiana wurde etwa 1885 vom Pflanzenjäger Carl Roebelin auf der Insel Mindanao entdeckt und zu seinem Auftraggeber Frederick Sander geschickt. Dieser zeigte die Pflanze Heinrich Gustav Reichenbach, der sie zu Ehren von Sander benannte.
Andere Berichte gehen davon aus, dass Roebelin diese Art nicht auf der Hauptinsel Mindanao, sondern auf der kleinen Nebeninsel Davao entdeckt hat (1881). Er wäre dort feindseligen Kriegern begegnet, die er mit Geschenken beruhigen konnte.
Phalaenopsis sanderiana wurde manchmal als Varietät von Phalaenopsis amabilis angesehen oder als natürliche Hybride zwischen Phalaenopsis amabilis und Phalaenopsis schilleriana. Heute gilt sie als eigenständige Art.